# Club Sportivo Alba 2024-2025
Questa voce raccoglie le informazioni riguardanti il Club Sportivo Alba nelle competizioni ufficiali della stagione 2024-2025.

## Stagione
Nella stagione 2024-25 il Club Sportivo Alba assume la denominazione sponsorizzata di Tecnoteam Albese Volley Como.
Partecipa per la quarta volta consecutiva al campionato di Serie A2 terminando il girone B della regular season all'ottavo posto in classifica; nella pool salvezza giunge al settimo posto che vale la retrocessione in Serie B1.

## Organigramma societario
Area direttiva
- Presidente: Graziano Crimella
- Direttore sportivo: Gabriele Mozzanica
- Team manager: Veronica Landoni

Area tecnica
- Allenatore: Mauro Chiappafreddo
- Allenatore in seconda: David Cardinali
- Assistente allenatore: Davide Biffi

Area comunicazione
- Addetto stampa: Marco Romualdi
- Fotografo: Sandro Bertola

## Rosa
| N° | Nome               | Ruolo | Data di nascita   | Nazionalità sportiva |
| -- | ------------------ | ----- | ----------------- | -------------------- |
| 1  | Rebecca Rimoldi    | P     | 25 maggio 1998    | Italia               |
| 2  | Martina Veneriano  | C     | 3 marzo 1995      | Italia               |
| 3  | Carola Colombino   | O     | 12 maggio 2005    | Italia               |
| 8  | Giorgia Mazzon     | O     | 17 agosto 1998    | Italia               |
| 9  | Giorgia Bernasconi | C     | 16 settembre 2001 | Italia               |
| 10 | Laura Grigolo      | S     | 1º marzo 1996     | Italia               |
| 11 | Marika Longobardi  | S     | 2 marzo 1998      | Italia               |
| 12 | Ylenia Pericati    | L     | 22 marzo 1994     | Italia               |
| 13 | Irene Baldi        | S     | 8 settembre 2000  | Italia               |
| 14 | Sara Tajè          | C     | 3 dicembre 1998   | Italia               |
| 15 | Gaia Mancastroppa  | P     | 9 gennaio 2006    | Italia               |
| 16 | Alice Vigano       | S     | 25 febbraio 2006  | Italia               |
| 17 | Elena Radice       | L     | 7 novembre 2004   | Italia               |

## Mercato
| Acquisti | Acquisti          | Acquisti            | Acquisti   |
| R.       | Nome              | da                  | Modalità   |
| -------- | ----------------- | ------------------- | ---------- |
| S        | Irene Baldi       | Don Colleoni        | definitivo |
| O        | Carola Colombino  | Parella             | definitivo |
| S        | Laura Grigolo     | Mondovì             | definitivo |
| P        | Gaia Mancastroppa | Pro Victoria        | definitivo |
| O        | Giorgia Mazzon    | Montecchio Maggiore | definitivo |
| L        | Ylenia Pericati   | Millenium Brescia   | definitivo |
| P        | Rebecca Rimoldi   | Lecco Picco         | definitivo |
| C        | Sara Tajè         | Offanengo           | definitivo |
| S        | Alice Vigano      | Savino Del Bene     | definitivo |

| Cessioni | Cessioni         | Cessioni          | Cessioni   |
| R.       | Nome             | a                 | Modalità   |
| -------- | ---------------- | ----------------- | ---------- |
| P        | Valentina Brandi | Futura Giovani    | definitivo |
| S        | Daniela Bulaich  | Helvia Recina     | definitivo |
| L        | Silvia Fiori     | Trentino          | definitivo |
| C        | Denise Meli      | Millenium Brescia | definitivo |
| P        | Cecilia Nicolini | Adolfo Consolini  | definitivo |
| S        | Giulia Patasce   | Futura Teramo     | definitivo |
| S        | Carlotta Zanotto | -                 | ritirata   |
| O        | Eva Zatkovič     | Dresdner          | definitivo |

## Risultati

### Serie A2

#### Girone di andata
| 1ª Giornata - 6 ottobre 2024 Palazzetto dello Sport, Vasto            | Altino     | 0 - 3 | Alba           | 17-25, 15-25, 17-25               |
| 2ª Giornata - 13 ottobre 2024 Sanbàpolis, Trento                      | Trentino   | 3 - 0 | Alba           | 25-22, 25-19, 25-21               |
| 3ª Giornata - 19 ottobre 2024 Pala Francescucci, Casnate con Bernate  | Alba       | 3 - 1 | Hermaea        | 23-25, 25-21, 25-14, 25-21        |
| 4ª Giornata - 27 ottobre 2024 Palazzetto dello Sport, Concorezzo      | Concorezzo | 2 - 3 | Alba           | 19-25, 25-18, 25-21, 19-25, 12-15 |
| 5ª Giornata - 3 novembre 2024 Pala Francescucci, Casnate con Bernate  | Alba       | 2 - 3 | Futura Giovani | 25-20, 30-32, 25-15, 16-25, 12-15 |
| 6ª Giornata - 10 novembre 2024 Pala Francescucci, Casnate con Bernate | Alba       | 1 - 3 | Esperia        | 25-19, 20-25, 16-25, 25-27        |
| 7ª Giornata - 17 novembre 2024 Palazzo dello Sport, Trebaseleghe      | Fratte     | 3 - 0 | Alba           | 25-16, 25-22, 25-16               |
| 8ª Giornata - 24 novembre 2024 Pala Francescucci, Casnate con Bernate | Alba       | 1 - 3 | Melendugno     | 25-27, 25-20, 17-25, 27-29        |
| 9ª Giornata - 1º dicembre 2024 PalaCoim, Offanengo                    | Offanengo  | 3 - 1 | Alba           | 23-25, 25-22, 25-20, 29-27        |

#### Girone di ritorno
| 10ª Giornata - 8 dicembre 2024 Pala Francescucci, Casnate con Bernate  | Alba           | 3 - 1 | Altino     | 25-22, 25-14, 16-25, 25-14        |
| 11ª Giornata - 15 dicembre 2024 Pala Francescucci, Casnate con Bernate | Alba           | 0 - 3 | Trentino   | 19-25, 26-28, 23-25               |
| 12ª Giornata - 22 dicembre 2024 Geopalace, Olbia                       | Hermaea        | 3 - 2 | Alba       | 21-25, 18-25, 26-24, 25-21, 15-12 |
| 13ª Giornata - 26 dicembre 2024 Pala Francescucci, Casnate con Bernate | Alba           | 3 - 1 | Concorezzo | 25-19, 25-18, 21-25, 25-17        |
| 14ª Giornata - 5 gennaio 2025 PalaBorsani, Castellanza                 | Futura Giovani | 3 - 2 | Alba       | 25-19, 16-25, 21-25, 25-12, 15-11 |
| 15ª Giornata - 11 gennaio 2025 PalaRadi, Cremona                       | Esperia        | 2 - 3 | Alba       | 25-19, 22-25, 14-25, 25-16, 11-15 |
| 16ª Giornata - 19 gennaio 2025 Pala Francescucci, Casnate con Bernate  | Alba           | 0 - 3 | Fratte     | 18-25, 23-25, 23-25               |
| 17ª Giornata - 26 gennaio 2025 Palasport Da Copertino, Lecce           | Melendugno     | 2 - 3 | Alba       | 31-29, 18-25, 25-23, 12-25, 12-15 |
| 18ª Giornata - 1º febbraio 2025 Pala Francescucci, Casnate con Bernate | Alba           | 3 - 0 | Offanengo  | 25-18, 25-21, 27-25               |

#### Pool salvezza
| 1ª Giornata - 16 febbraio 2025 PalaBione, Lecco                       | Lecco Picco   | 3 - 2 | Alba          | 25-18, 20-25, 19-25, 25-19, 15-12 |
| 2ª Giornata - 19 febbraio 2025 Pala Francescucci, Casnate con Bernate | Alba          | 3 - 1 | Casalmaggiore | 25-22, 25-14, 20-25, 25-20        |
| 3ª Giornata - 23 febbraio 2025 Pala Francescucci, Casnate con Bernate | Alba          | 3 - 0 | CLAI Imola    | 25-20, 25-21, 25-23               |
| 4ª Giornata - 2 marzo 2025 PalaParenti, Santa Croce sull'Arno         | Castelfranco  | 3 - 1 | Alba          | 26-24, 25-18, 23-25, 25-17        |
| 5ª Giornata - 9 marzo 2025 PalaManera, Mondovì                        | Mondovì       | 1 - 3 | Alba          | 24-26, 25-19, 22-25, 18-25        |
| 6ª Giornata - 16 marzo 2025 Pala Francescucci, Casnate con Bernate    | Alba          | 0 - 3 | Lecco Picco   | 18-25, 23-25, 22-25               |
| 7ª Giornata - 22 marzo 2025 PalaRadi, Cremona                         | Casalmaggiore | 3 - 0 | Alba          | 25-17, 25-21, 25-21               |
| 8ª Giornata - 30 marzo 2025 PalaRuggi, Imola                          | CLAI Imola    | 3 - 0 | Alba          | 25-19, 25-23, 25-21               |
| 9ª Giornata - 6 aprile 2025 Pala Francescucci, Casnate con Bernate    | Alba          | 2 - 3 | Castelfranco  | 26-24, 28-30, 19-25, 25-17, 13-15 |
| 10ª Giornata - 13 aprile 2025 Pala Francescucci, Casnate con Bernate  | Alba          | 2 - 3 | Mondovì       | 25-18, 25-16, 25-27, 22-25, 14-16 |

## Statistiche

### Statistiche di squadra
| Competizione | Punti | In casa | In casa | In casa | In trasferta | In trasferta | In trasferta | Totale | Totale | Totale |
| Competizione | Punti | G       | V       | P       | G            | V            | P            | G      | V      | P      |
| ------------ | ----- | ------- | ------- | ------- | ------------ | ------------ | ------------ | ------ | ------ | ------ |
| Serie A2     | 36    | 14      | 6       | 8       | 14           | 5            | 9            | 28     | 11     | 17     |
| Totale       | -     | 14      | 6       | 8       | 14           | 5            | 9            | 28     | 11     | 17     |

G = partite giocate; V = partite vinte; P = partite perse 

### Statistiche dei giocatori
| Giocatore       | Serie A2 | Serie A2 | Serie A2 | Serie A2 | Serie A2 | Totale | Totale | Totale | Totale | Totale |
| Giocatore       | P        | PT       | AV       | MV       | BV       | P      | PT     | AV     | MV     | BV     |
| --------------- | -------- | -------- | -------- | -------- | -------- | ------ | ------ | ------ | ------ | ------ |
| I. Baldi        | 25       | 109      | 93       | 4        | 12       | 25     | 109    | 93     | 4      | 12     |
| G. Bernasconi   | 22       | 132      | 89       | 38       | 5        | 22     | 132    | 89     | 38     | 5      |
| C. Colombino    | 28       | 276      | 234      | 21       | 21       | 28     | 276    | 234    | 21     | 21     |
| L. Grigolo      | 28       | 391      | 352      | 32       | 7        | 28     | 391    | 352    | 32     | 7      |
| M. Longobardi   | 24       | 276      | 237      | 13       | 26       | 24     | 276    | 237    | 13     | 26     |
| G. Mancastroppa | 27       | 3        | 0        | 3        | 0        | 27     | 3      | 0      | 3      | 0      |
| G. Mazzon       | 22       | 194      | 180      | 7        | 7        | 22     | 194    | 180    | 7      | 7      |
| Y. Pericati     | 28       | 0        | 0        | 0        | 0        | 28     | 0      | 0      | 0      | 0      |
| E. Radice       | 15       | 2        | 0        | 0        | 2        | 15     | 2      | 0      | 0      | 2      |
| R. Rimoldi      | 28       | 29       | 10       | 6        | 13       | 28     | 29     | 10     | 6      | 13     |
| S. Tajè         | 15       | 102      | 77       | 19       | 6        | 15     | 102    | 77     | 19     | 6      |
| M. Veneriano    | 26       | 257      | 177      | 70       | 10       | 26     | 257    | 177    | 70     | 10     |
| A. Vigano       | 5        | 1        | 1        | 0        | 0        | 5      | 1      | 1      | 0      | 0      |

P = presenze; PT = punti totali; AV = attacchi vincenti; MV = muri vincenti; BV = battute vincenti